# Уманська міська гімназія
НВК «Уманська міська гімназія — школа естетичного виховання» Уманської міської ради Черкаської області — спеціалізований загальноосвітній заклад повної середньої освіти в місті Умань Черкаської області.

## Історія
У 1900 році школа заснована як жіноча гімназія. У 1920 році реорганізована в єдину трудову школу, у 1926 році — у другу міську трудову школу імені Івана Франка. У 1932 році перейменована на Уманську середню школу № 2 імені Івана Франка. У 1992 році школа реорганізована в Уманську загальноосвітню школу-гімназію №2 імені Івана Франка, у 1999 році — в Уманську міську гімназію імені Івана Франка, у 2004 році — в  Уманську міську гімназію Уманської міської ради Черкаської області. З 2016 року — Навчально-виховний комплекс «Уманська міська гімназія - школа естетичного виховання» Уманської міської ради Черкаської області.

## Розташування
Школа розміщена у двох триповерхових будівлях, одна з яких є пам'яткою місцевого значення. Розташована у центральній частині міста, в районі стадіону «Уманьферммаш», центрального парку та пожежної частини.

## Матеріально-технічна база
- Кількість класних кімнат — 34.
- Спеціалізовані кабінети — 2 інформатики, біології, географії, фізики, 8 іноземної мови, 4 майстерні.
- Робочі місця, обладнані ПК — 27.
- 2 інтерактивні комплекси.
- Спортивна зала.
- Актова зала.
- Їдальня.[3]

Школа обладнана системами водопостачання та водовідведення, автономною системою опалення.

## Педагогічні кадри
До складу кадрового педагогічного складу навчального закладу входить 73 вчителі та допоміжних педагогічних працівників, які представлені за такими кваліфікаційними категоріями:
- Вчитель-методист — 18 осіб.
- Старший учитель — 13 осіб.
- Вища категорія — 45 осіб.
- Перша категорія — 11 осіб
- Друга категорія — 13 осіб.
- Спеціаліст — 11 осіб.

## Навчально-виховний процес
У школі навчаються 781 учень. Мова здійснення навчально-виховного процесу — українська. Як іноземні поглиблено вивчаються англійська та німецька.

## Відомі випускники
- Кизило Андрій Олександрович — Герой України (посмертно), майор (посмертно) Збройних сил України, учасник російсько-української війни.